# Glande salivaire

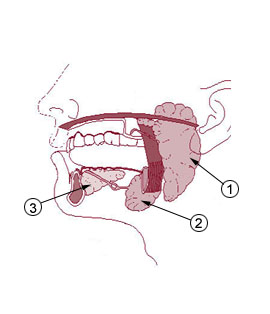
Glandes salivaires :
1 Parotide
2 glande submandibulaire
3 glande sublinguale

Les glandes salivaires sont les tissus de sécrétion de l'intérieur de la bouche produisant la salive, destinée à humidifier les muqueuses du système digestif supérieur, de participer à la digestion et de faciliter la progression des aliments. Les glandes salivaires sont des glandes à mode de [Quoi ?].

## Anatomie
Les glandes salivaires produisent la salive utile à l'hygiène buccale, à la gustation et à la digestion. Les trois paires de glandes salivaires principales se situent hors de la cavité buccale : ce sont les glandes sublinguales, submandibulaires et parotides. Les glandes salivaires mineures, au nombre de plusieurs centaines, tapissent la muqueuse buccale et produisent 10 % de la sécrétion salivaire totale.
Les glandes parotides, les plus grosses, sont situées de chaque côté du visage au-dessous et en avant des oreilles, entre le muscle masséter et la peau. Elles déversent la salive par le canal de Sténon, qui suit l'arcade zygomatique et traverse le muscle buccinateur avant de déboucher sur le vestibule au niveau de la deuxième molaire supérieure. Les glandes submandibulaires (aussi appelées glandes sous-maxillaires ou sous-mandibulaires), sont le long de la face médiale du corps de la mandibule. De la taille d'une noisette, elles déversent la salive par l'intermédiaire du canal de Wharton, à la base du frein de la langue. Situées devant celles-ci, les glandes sublinguales possèdent dix à douze conduits qui s'ouvrent dans le plancher buccal. Les deux principaux sont les canaux de Walther et de Rivinus. Les glandes mineures, ou intrinsèques, se situent principalement sur la face interne des joues et des lèvres,.
Le nerf intermédiaire, parfois confondu avec le nerf facial, innerve les glandes salivaires à l’exception de la glande parotide, innervée par le nerf auriculotemporal (via le nerf glossopharyngien),.

## Histologie
Les glandes salivaires principales sont enfermées dans une capsule conjonctive fibreuse et se divisent en lobules. Les vaisseaux sanguins et les nerfs pénètrent dans la glande par le hile et se ramifient dans les lobules. L'unité sécrétrice du parenchyme lobulaire est l'adénomère. Il est constitué de cellules sécrétrices formant des agglomérats dénommés acini (acinus au singulier) creux dont la cavité (le lumen) se prolonge par un canal intercalaire. Les canaux intercalaires de plusieurs acini se réunissent pour former le canal strié (ou canal de Pflüger). Chaque canal strié déverse les sécrétions du lobule dont il est issu dans les canaux interlobulaires qui circulent dans les cloisons interlobulaires. Les canaux interlobulaires se jettent dans le canal collecteur de la glande salivaire qui débouche dans la cavité buccale.
Entourant chaque acinus à la manière d'une pieuvre, les cellules myo-épithéliales sont similaires en tous points aux cellules musculaires lisses. Contractiles, elles joueraient un rôle dans l'expulsion des produits de sécrétion.

## Cytologie
Les cellules séreuses sécrètent une salive sans mucine. De forme pyramidale, leur noyau arrondi occupe le tiers basal. Elles sont riches en grains de sécrétion accumulés dans le pôle apical, ces grains se colorent fortement avec des colorants basiques masquant l'aspect des cellules en microscopie optique.
Les cellules muqueuses sécrètent une salive visqueuse, riche en mucines. De grande taille, leur noyau de forme anguleuse se trouve repoussé complètement dans la partie basale de la cellule. Le réticulum endoplasmique et les grains de sécrétion sont abondants et le Golgi très développé. Les grains présentent l'apparence de gouttelettes pâles à la coloration.
On classe les glandes salivaires selon leur type cellulaire :
- parotide : presque des cellules séreuses (mais elles contiennent des cellules muqueuses en faible quantité) ;
- submandibulaire : mixte, avec prédominance de cellules séreuses ;
- sublinguale : mixte, avec prédominance de cellules muqueuses ;
- glandes accessoires : mixte ou cellules muqueuses, sauf pour les linguales dorsales (séreuses).

## Pathologie
Les glandes salivaires peuvent contracter des pathologies inflammatoires aigües, dite sialadénite ; des tumeurs ou la sialadénose (ou saliose).
La sialadénite peut s'expliquer par l'obstruction du canal d'évacuation de la glande ou par une contamination, souvent virale. La présence de concrétions calciques, ou lithiase, plus fréquente pour la glande submandibulaire, se révèle par le gonflement de la glande lors de la salivation. Les complications infectieuses viennent généralement après les accidents mécaniques comme une hernie ou une colique salivaire. 
Les tumeurs des glandes salivaires, souvent bénignes, nécessitent souvent une exploration chirurgicale. La tumeur de la parotide est la plus fréquente, prenant généralement la forme d'une tuméfaction isolée. Le nerf rend délicate l’exérèse.
Les affections chroniques s'expliquent par des pathologies immunologiques, ou nutritionnelles et endocrinologiques, se manifestant le plus souvent par l’hypertrophie de plusieurs glandes salivaires. Les sialadénoses systémiques regroupent le syndrome de Gougerot-Sjögren, la maladie fibrosclérosante à IgG4 et la sarcoïdose.

## Exploration
Les sialadénites invitent à rechercher une lithiase, notamment par la sialendoscopie, qui permet d'enlever le calcul dans le même temps. L'hypothèse la plus probable en cas d'absence de lithiase est la sténose canalaire. L'imagerie par résonance magnétique est à privilégier dans l'examen d'une tumeur salivaire par sa plus grande précision. Elle n'est pas obligatoire pour la confirmation diagnostique du syndrome de Gougerot-Sjörgen, sauf en cas de lymphome du MALT, ni pour la maladie à IgG4 et la sarcoïdose.
La cytoponction à l’aiguille fine facilite les opérations chirurgicales des tumeurs. Établie en 2018, le système de Milan offre une classification cytologique des lésions des glandes salivaires afin d'évaluer le risque de malignité et d'orienter la prise en charge clinique. Par exemple, l'oncocytome, qui se développe à 90 % dans les glandes salivaires principales et représente 1 % des tumeurs de la parotide, est classé au nombre des néoplasmes bénins ; tandis que le carcinome à cellules acineuses est une tumeur maligne qui représente 10 à 15 % des tumeurs malignes des glandes salivaires et le tiers des carcinomes salivaires chez les enfants. Le principal atout de ce système est sa pertinence pour l'évaluation du risque de malignité des lésions à partir de l'étalement cytologique, même s'il reste inopérant pour certaines tumeurs à la malignité douteuse.